# 29-я стрелковая дивизия (3-го формирования)
29-я стрелковая дивизия (29 сд) — воинское соединение РККА, принимавшее участие в Великой Отечественной войне.
Периоды вхождения в состав действующей армии:
- с 9 июля по 30 сентября 1943 года;
- с 15 октября 1943 по 20 февраля 1944 года;
- с 15 июня 1944 по 9 мая 1945 года.

Полное действительное наименование, по окончании Великой Отечественной войны — 29-я Полоцкая ордена Суворова стрелковая дивизия.

## История
Соединение сформировано на базе 10-й и 68-й стрелковых бригад на основании Приказа Ставки Верховного Главного Командования № 46087 от 29 марта 1943 года.
Период сформирования в Степном военном округе ВС Союза ССР, 47-я армия: с 1 мая по 15 июня 1943 года. Дислокация при сформировании: Ольховатский район, Воронежская область.
Стрелковая дивизия принимает участие в Великой Отечественной войне с 7 июля 1943 года. Отправлена на театр военных действий приказом командира 23-го стрелкового корпуса в состав Степного фронта. Части дивизии, совершив 300 километровый марш, занимают оборону на рубеже Алексеевка, Пожарный, Погореловка (4 км западнее г. Короча) Белгородское направление, имея задачу прикрыть сосредоточение армии. С 11 июля по 28 июля 1943 года части дивизии совершенствовали свои участки обороны в инженерном отношении, проводили боевую подготовку в готовности отражать атаки противника в направлении г. Белгород.
Принимала участие в Курской битве (Белгородское направление), в Невельско-Городокской, Полоцкой, Новосокольническо-Маевской, Шяуляйской и Мемельской наступательных операциях.
В ходе Полоцкой наступательной операции (29 июня — 4 июля 1944) дивизия совместно с другими частями 1-го Прибалтийского фронта 4 июля освободила город Полоцк, за что 23 июля ей было присвоено почётное наименование «Полоцкая». 26 июля 1944 года её также наградили орденом Суворова.
Войну дивизия закончила участием в блокаде курляндской группировки противника.
После войны дивизия переведена в Приволжский военный округ. В ходе послевоенного сокращения Вооружённых Сил СССР в 1946 году дивизия была переформирована в 10-ю отдельную стрелковую бригаду.
28 октября 1953 года бригада была развёрнута в 63-ю механизированную дивизию.
4 июня 1957 года дивизия переформирована в 110-ю мотострелковую дивизию. 6 февраля 1965 года ей возвращён номер времён Великой Отечественной войны и дивизия стала именоваться 29-й мотострелковой дивизией. В 1980-х годах 29-я мотострелковая дивизия находилась в составе 5-й общевойсковой армии.

## Состав
- управление
- 106-й стрелковый Краснознамённый полк
- 128-й стрелковый ордена Суворова полк
- 302-й стрелковый ордена Кутузова полк
- 77-й артиллерийский Краснознамённый полк
- 125-й отдельный истребительно-противотанковый дивизион
- 104-й разведывательный батальон
- 78-й сапёрный батальон
- 124-й отдельный батальон связи (702-я отдельная рота связи)
- 58-й медико-санитарный батальон
- 123-я отдельная рота химзащиты
- 144-я автотранспортная рота
- 458-я полевая хлебопекарня
- 923-й дивизионный ветеринарный лазарет
- 2118-я полевая почтовая станция
- 1768-я полевая касса Госбанка[3]

- управление
- 185-й танковый Краснознамённый полк (Троицкое);
- 402-й мотострелковый полк (Платоновка);
- 436-й мотострелковый ордена Суворова полк (Духовское);
- 438-й мотострелковый полк (с. Камень-Рыболов);
- 77-й артиллерийский Краснознамённый полк (Платоновка);
- 1040-й зенитный ракетный полк (Троицкое);
- отдельный ракетный дивизион (с. Камень-Рыболов)
- отдельный противотанковый дивизион (с. Камень-Рыболов);
- 138-й отдельный разведывательный батальон (с. Камень-Рыболов);
- 1132-й отдельный батальон материального обеспечения (с. Камень-Рыболов);
- отдельный ремонтно-восстановительный батальон (с. Камень-Рыболов);
- 91-й отдельный инженерно-сапёрный батальон (с. Троицкое);
- 560-й отдельный батальон связи (с. Камень-Рыболов);
- 116-й батальон химзащиты (с. Камень-Рыболов);
- 148-й медицинский батальон (с. Камень-Рыболов);[4]

## В составе
| На дату    | Фронт (округ)           | Армия                  | Корпус                             | Группа                   |
| ---------- | ----------------------- | ---------------------- | ---------------------------------- | ------------------------ |
| 01.06.1943 | Степной военный округ   | 47-я армия             | 23-й стрелковый корпус             | —                        |
| 01.07.1943 | Степной военный округ   | 47-я армия             | 23-й стрелковый корпус             | —                        |
| 01.08.1943 | Воронежский фронт       | 47-я армия             | 23-й стрелковый корпус             | —                        |
| 01.09.1943 | Воронежский фронт       | 40-я армия             | 47-й стрелковый корпус             | —                        |
| 01.10.1943 | Резерв Ставки ВГК       | 6-я гвардейская армия  | 23-й гвардейский стрелковый корпус | —                        |
| 01.11.1943 | 2-й Прибалтийский фронт | 6-я гвардейская армия  | 23-й гвардейский стрелковый корпус | —                        |
| 01.12.1943 | 1-й Прибалтийский фронт | 11-я гвардейская армия | 8-й гвардейский стрелковый корпус  | —                        |
| 01.01.1944 | 1-й Прибалтийский фронт | 4-я ударная армия      | 2-й гвардейский стрелковый корпус  | —                        |
| 01.02.1944 | 1-й Прибалтийский фронт | 11-я гвардейская армия | 103-й стрелковый корпус            | —                        |
| 01.03.1944 | Резерв Ставки ВГК       | 21-я армия             | 103-й стрелковый корпус            | —                        |
| 01.04.1944 | Резерв Ставки ВГК       | 21-я армия             | 103-й стрелковый корпус            | —                        |
| 01.05.1944 | Резерв Ставки ВГК       | —                      | —                                  | —                        |
| 01.06.1944 | Резерв Ставки ВГК       | —                      | 103-й стрелковый корпус            | —                        |
| 01.07.1944 | 1-й Прибалтийский фронт | 6-я гвардейская армия  | 103-й стрелковый корпус            | —                        |
| 01.08.1944 | 1-й Прибалтийский фронт | 6-я гвардейская армия  | 103-й стрелковый корпус            | —                        |
| 01.09.1944 | 1-й Прибалтийский фронт | 6-я гвардейская армия  | 103-й стрелковый корпус            | —                        |
| 01.10.1944 | 1-й Прибалтийский фронт | 6-я гвардейская армия  | 103-й стрелковый корпус            | —                        |
| 01.11.1944 | 1-й Прибалтийский фронт | 6-я гвардейская армия  | 103-й стрелковый корпус            | —                        |
| 01.12.1944 | 1-й Прибалтийский фронт | 6-я гвардейская армия  | 22-й гвардейский стрелковый корпус | —                        |
| 01.01.1945 | 1-й Прибалтийский фронт | 6-я гвардейская армия  | 21-й гвардейский стрелковый корпус | —                        |
| 01.02.1945 | 1-й Прибалтийский фронт | 6-я гвардейская армия  | 23-й гвардейский стрелковый корпус | —                        |
| 01.03.1945 | 2-й Прибалтийский фронт | 10-я гвардейская армия | 22-й гвардейский стрелковый корпус | —                        |
| 01.04.1945 | Ленинградский фронт     | 6-я гвардейская армия  | 22-й гвардейский стрелковый корпус | Курляндская группа войск |
| 01.05.1945 | Ленинградский фронт     | 6-я гвардейская армия  | 22-й гвардейский стрелковый корпус | Курляндская группа войск |

## Командование
Командиры дивизии
- Ивановский, Николай Михайлович (1 мая — 2 сентября 1943), гвардии полковник.
- Карпелюк, Андрей Иосифович (1 сентября — 21 октября 1943), подполковник.
- Штейман, Яков Львович (21 октября 1943 — 22 июня 1944), полковник, генерал-майор.
- Макарьев, Александр Константинович (21 июня — 4 декабря 1944), полковник, генерал-майор.
- Мищенко, Николай Михайлович (12 — 27 декабря 1944), генерал-майор[5].
- Русаков, Николай Александрович (11 февраля 1944 — март 1946), гвардии полковник.
- Дзабахидзе, Валериан Сергеевич (июль 1946 — 31 декабря 1948), генерал-майор.
- Лихов, Гавриил Васильевич (31 декабря 1948 — 23 ноября 1951), генерал-майор.
- Котов, Виктор Филиппович (28 октября 1953 — 5 ноября 1956), генерал-майор танковых войск.
- Клесов, Пётр Иванович (5 ноября 1956 — 24 июня 1960), полковник, генерал-майор.
- Юрков, Борис Павлович (16 сентября 1960 — 20 марта 1965), полковник, генерал-майор.
- Боград, Пётр Львович (20 марта 1965—1970), полковник, генерал-майор.

Начальники штаба дивизии
- Шугай, Прокофий Гаврилович, подполковник
- Рубан, Пётр Константинович, полковник (сентябрь 1943 — февраль 1944)
- Раков, Степан Семёнович полковник

## Награды
- 10 июля 1944 года —  Орден Суворова III степени — награждена указом Президиума Верховного Совета СССР от 10 июля 1944 года за образцовое выполнение заданий командования в боях с немецкими захватчиками по прорыву Витебского укреплённого района, а также за овладение городом Витебск, проявленные при этом доблесть и мужество.[6]
- 23 июля 1944 года — почётное наименование «Полоцкая» — присвоено приказами Верховного Главнокомандующего № 0204 от 23 июля 1944 года и № 129 от 4 июля 1944 года за отличие в боях за освобождение Полоцка[7][8];

Награды частей дивизии:
- 106-й стрелковый Краснознамённый[9] полк
- 128-й стрелковый ордена Суворова[9] полк
- 302-й стрелковый ордена Кутузова[9] полк

## Отличившиеся воины дивизии
- Бабичев, Виктор Алексеевич, старшина, командир орудия 125-го отдельного истребительного противотанкового дивизиона[10].

## Известные люди, служившие в дивизии
- Кабаидзе, Владимир Павлович, Герой Социалистического Труда (5.07.1985), лауреат Государственной премии СССР, генеральный директор Ивановского станкостроительного объединения имени 50-летия СССР. Воевал в составе 106-го стрелкового полка дивизии.